# Stazione di Pomezia-Santa Palomba
Stazione di Pomezia-Santa Palomba vasútállomás Olaszországban, Pomezia településen.

## Vasútvonalak
Az állomást az alábbi vasútvonalak érintik:
- Róma–Formia–Nápoly-vasútvonal

## Kapcsolódó állomások
A vasútállomáshoz az alábbi állomások vannak a legközelebb:
- Stazione di Campoleone (Stazione di Minturno-Scauri, Stazione di Nettuno, FL7, FL8)
- Stazione di Torricola (Stazione di Roma Termini, FL7, FL8)